# Mikhaïl Mikhaïlovitch Morozov
Mikhaïl Mikhaïlovitch Morozov (Михаил Михайлович Морозов), né le 18 février 1897 à Moscou et mort le 9 mai 1952 à Moscou, est un homme de lettres et de théâtre soviétique qui fut également enseignant et traducteur et qui se consacra à l'étude de Shakespeare.

## Biographie
Mikhaïl Morozov naît dans une famille moscovite d'industriels extrêmement fortunée appartenant à la classe des marchands de la première guilde. Son père, Mikhaïl Abramovitch Morozov (1871-1903), bourgeois d'honneur héréditaire, est entrepreneur et collectionneur d'art et sa mère, Margarita Kirillovna Morozova, née Mamontova (1873-1958) est une mécène qui ouvrit son salon à quantité d'artistes, d'hommes de lettres et de musiciens et soutint financièrement un certain nombre d'entre eux, dont Alexandre Scriabine, Serge de Diaghilev, Valentin Serov (qui fit le portrait de Mikhaïl Morozov enfant, aujourd'hui à la galerie Tretiakov), etc.
Il est élevé dans une atmosphère cultivée grâce à sa mère, son père étant mort lorsqu'il a six ans. Il apprend le latin et le grec (auprès du professeur Gvozdev) Il a un frère aîné, Gueorgui (1892-1930), une sœur aînée, Elena (1895-1951) et une sœur cadette, Maria (1904-1964), future pianiste. Il fait plusieurs voyages dans sa jeunesse et est envoyé étudier l'anglais et la littérature anglaise en Angleterre à Cambridge et à Oxford. À son retour à Moscou, il s'inscrit à la faculté de philologie de l'université de Moscou, mais qu'il ne peut terminer pour raison de santé. Tous les biens de sa famille sont confisqués après la révolution d'Octobre. Il vit avec sa mère, ses sœurs (son frère ayant émigré) et sa tante à Moscou dans deux pièces de leur ancienne maison nationalisée depuis 1918. Il écrit plusieurs articles d'information à partir de 1919, dans la Pravda, les Izvestia, etc. Sa pièce O-Tao est publiée en 1921. Sa jeune épouse, née princesse Varvara Ilinitchna Tourkestanova, est emprisonnée quelque temps par la Tchéka et se suicide ensuite en sautant du quatrième étage, laissant un fils, Mikhaïl.
Il travaille dans les bouillonnantes années 1920 dans la mise en scène de théâtre. Il donne des cours d'histoire du théâtre, tout en faisant des traductions d'anglais, d'allemand (Schiller) et de français (notamment On ne badine pas avec l'amour de Musset, pour le théâtre-studio). Il épouse en 1928 Tatiana Romanovna Rogal-Levitskaïa (1902-1989). En 1930, la famille est chassée du centre de Moscou et s'installe dans les faubourgs. Il devient pour gagner sa vie enseignant d'anglais, donne des cours en anglais sur l'histoire de la littérature anglaise, dans plusieurs facultés de l'université de Moscou. Il est nommé professeur en 1935. Il fait paraître une édition d'Hamlet en anglais qui fait date dans les études shakespeariennes en URSS, avec des commentaires et un glossaire des termes shakespeariens. Son cours de théorie et de pratique de la traduction est édité en 1932.
Il continue son travail au théâtre dans les années qui précèdent la guerre étant aussi fréquemment appelé comme consultant à propos des pièces de Shakespeare et donnant nombre d'articles de critique théâtrale dans les principaux journaux soviétiques de l'époque (Pravda, Izvestia, La Jeune garde, Literatournaïa gazeta, etc.) Il dirige à partir de 1937 le cabinet d'études shakespeariennes et du théâtre étranger auprès de la Société théâtrale panrusse et préside nombre de conférences à propos du dramaturge anglais dans toute l'URSS.
Pendant la guerre, il fait beaucoup pour la diffusion de la culture soviétique à l'étranger par le biais du bureau d'information soviétique et s'exprime sur les ondes des radios anglaises et américaines. En 1947, il devient collaborateur à l'Institut d'histoire de l'art de l'Académie des sciences d'URSS. 
Mikhaïl Morozov dirige également le séminaire shakespearien de la faculté de philologie de l'université de Moscou. Lorsque le cabinet d'études shakespearienne est fermé en 1949, à l'époque du Combat contre le cosmopolitisme, il est nommé rédacteur en chef de la version anglaise des Novosti, le journal News, édité à Moscou par les autorités à l'adresse des anglophones.
Il est l'auteur de nombreux articles sur la poésie anglaise et l'histoire du théâtre en occident, ainsi que de livres sur l'époque élisabéthaine. Il était ami de Boris Pasternak.
Mikhaïl Morozov est enterré au cimetière de la Présentation (Moscou).

## Quelques publications
- (ru) Commentaires à propos de Shakespeare, in De l'histoire du réalisme anglais, éd. Académie des sciences d'URSS, Moscou, 1941
- (ru) Shakespeare sur la scène soviétique, Moscou, 1947
- (ru) Shakespeare, Moscou, 1947